# Cavità glenoidea
La cavità glenoidea o fossa glenoidea della scapola è una parte della spalla. È una superficie articolare poco profonda e piriforme presente sull'angolo laterale della scapola. È diretta lateralmente in avanti, e si articola con la testa del omero. Ha una forma assimilabile ad un'ellisse, con diametro maggiore disposto lungo l'asse verticale. Il diametro trasversale è maggiore inferiormente, conferendo alla sezione della cavità glenoidea un tipico aspetto piriforme (a forma di pera).
Questa cavità articolandosi con l'omero costituisce l'articolazione gleno-omerale. Questo tipo di articolazione è di tipo sinoviale (diartrosi), un'articolazione sfeoridale. L'omero è tenuto in posizione all'interno della cavità glenoidea tramite il capo lungo del tendine bicipite. Questo tendine origine sul margine superiore della cavità glenoidea e gira intorno alla spalla abbracciando l'omero contro la cavità. La cuffia dei rotatori rafforza ulteriormente questa articolazione, in particolare grazie all'azione del muscolo sovraspinato.
La superficie della cavità è ricoperta di cartilagine ialina, ed i suoi margini, leggermente rialzati, offrono ancoraggio ad una struttura fibro-cartilaginea, il cercine glenoideo, che rende più profonda la cavità. Questo tipo di cartilagine è molto delicata e tende a lacerarsi con facilità. Quando si lede, generalmente a causa di movimenti ripetitivi della spalla, si viene a verificare la cosiddetta "lacerazione antero-posteriore del labbro (glenoideo) superiore", meglio nota con l'acronimo inglese SLAP lesion.
Se paragonata all'acetabolo (articolazione dell'anca) la cavità glenoidea è relativamente poco profonda. Questa caratteristica anatomica rende l'articolazione della spalla più incline alla lussazione. La presenza dei legamenti ed alcuni forti muscoli nella maggior parte dei casi prevengono questa evenienza.
In considerazione della superficialità della cavità glenoidea l'articolazione gleno-omerale si presenta estremamente mobile, permettendo fino a 120 gradi di flessione non assistita. Questa flessibilità trova un'altra motivazione nella grande mobilità della scapola. La cavità glenoidea è anche il punto di origine del muscolo tricipite brachiale.

## Evoluzione
Studi eseguiti sui resti fossili dell'Australopithecus africanus (STS 7) e dell'Australopithecus afarensis (AL 288-1; anche conosciuto come Lucy) suggeriscono che la fossa glenoidea in queste specie fosse orientata più cranialmente rispetto al moderno essere umano. Questa caratteristica suggerisce l'importanza della postura degli arti superiori e suggerisce che questi primati ominoidei restavano verosimilmente legati ed adattati a specie arboree, mentre l'orientamento laterale della glenoide nell'essere umano moderno rispecchia la tipica posizione abbassata del braccio.

## Galleria d'immagini

Scapola sinistra. La cavità glenoidea è mostrata in rosso.
Animazione. La cavità glenoidea è mostrata in rosso.
Come la precedente immagine. Gli omeri sono stati rimossi.
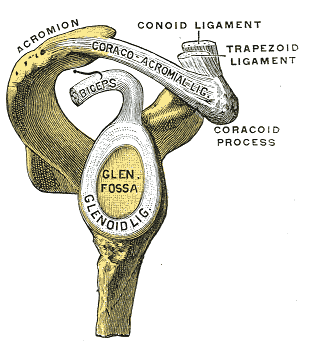
La fossa glenoidea sul lato destro.
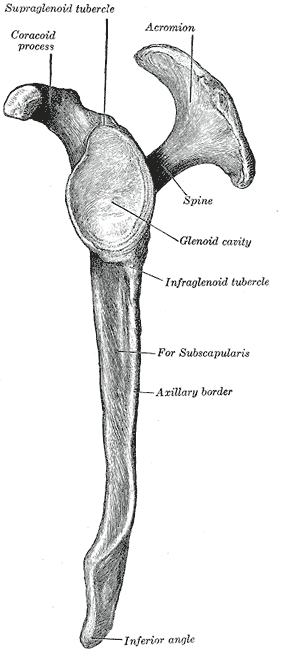
Scapola sinistra. Visione laterale.
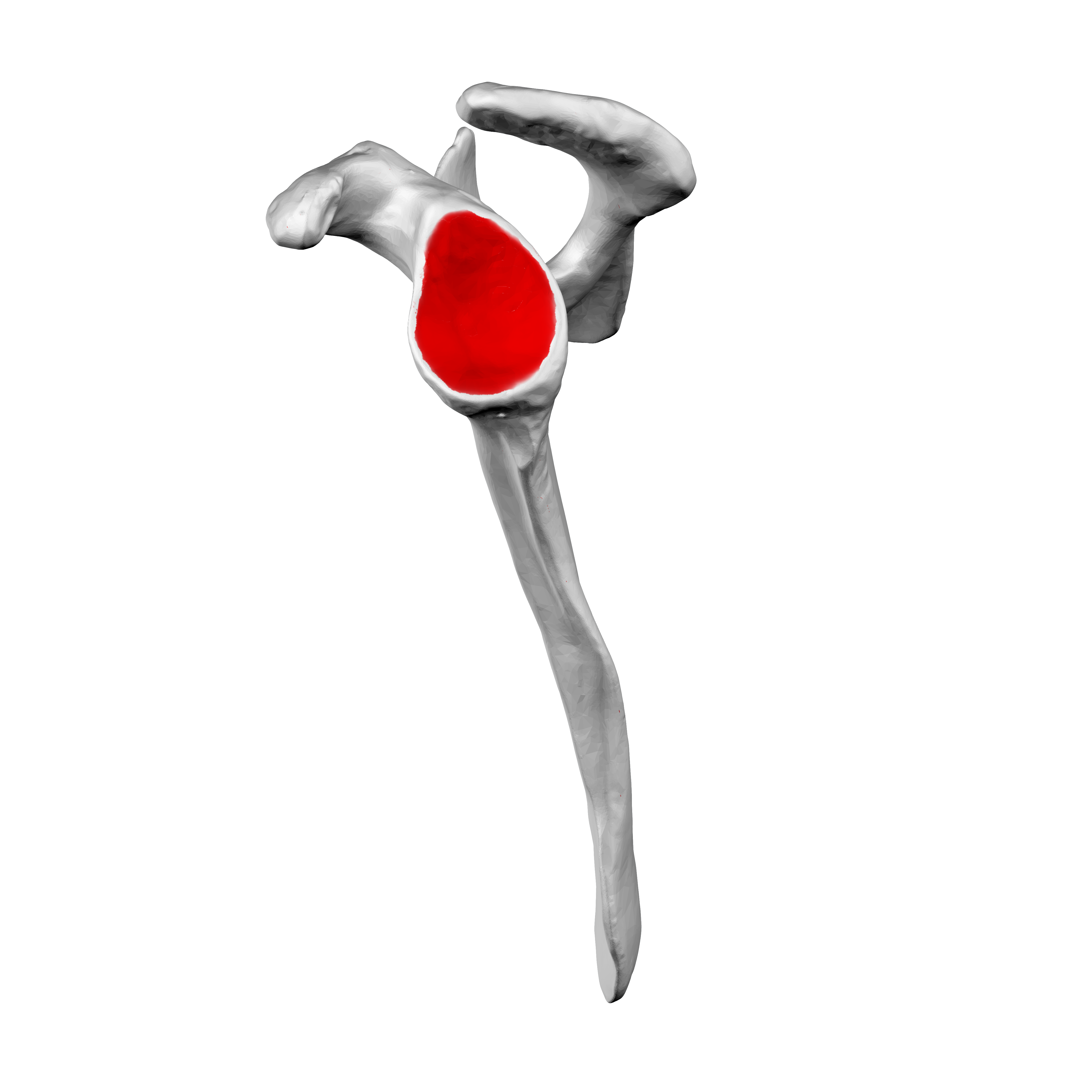
Scapola sinistra. Visione laterale. Cavità glenoidea mostrata in rosso.
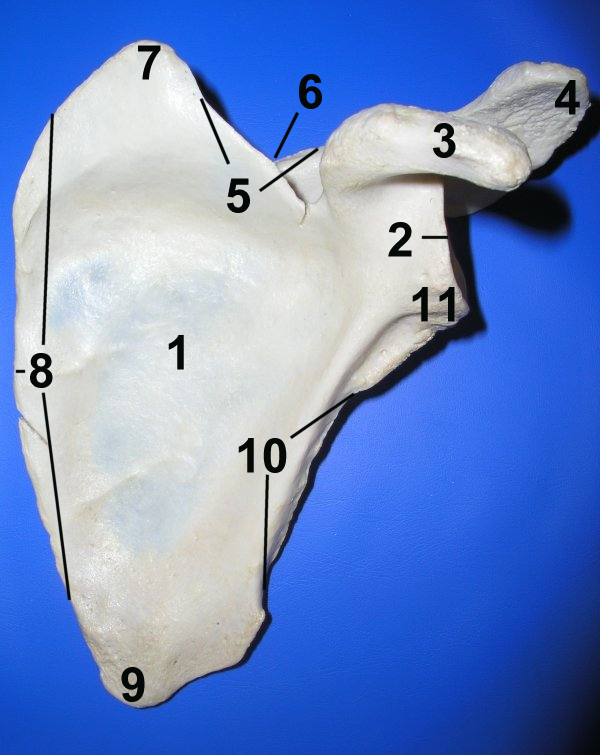
Visione anteriore della scapola sinistra. Il numero "2" indica la cavità glenoidea.
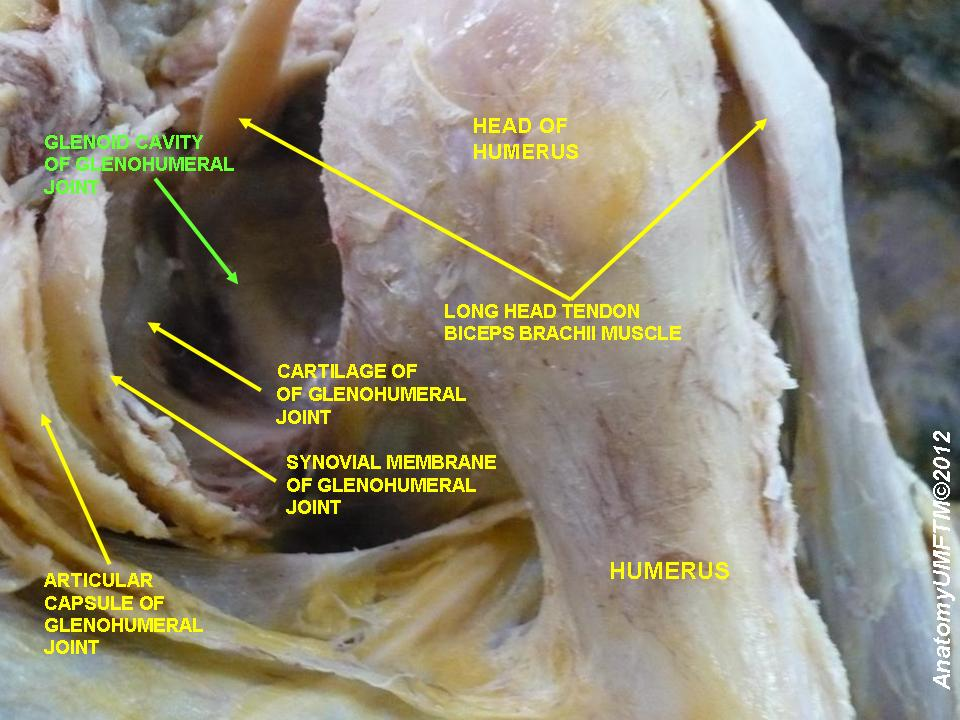
Cavità glenoidea dell'articolazione gleno-omerale.
Animazione dell'articolazione gleno-omerale. I muscoli mostrati sono il muscolo sottoscapolare (a destra), muscolo infraspinato (in alto a sinistra), muscolo piccolo rotondo (in basso a sinistra).
Animazione dell'articolazione gleno-omerale. Il muscolo mostrato è il muscolo sovraspinato.